# Rector Ridge
Der Rector Ridge ist ein wuchtiger und bis zu 2150 m hoher Gebirgskamm im ostantarktischen Viktorialand. In den Quartermain Mountains ragt er am Kopfende des Beacon Valley zwischen dem Friedmann Valley und dem Mullins Valley auf.
Das Advisory Committee on Antarctic Names benannte ihn 1992 nach Jack Brown Rector Jr. (* 1946) von der United States Navy, Kommandant der Navy-Einheit VXE-6 in Antarktika von Mai 1987 bis Mai 1988.